# Kaarevuopio
Kaarevuopio är en sjö i Kiruna kommun i Lappland och ingår i Torneälvens huvudavrinningsområde. Sjön har en area på 1,12 kvadratkilometer och ligger 321 meter över havet. Sjön avvattnas av vattendraget Kaarejoki.

## Delavrinningsområde
Kaarevuopio ingår i det delavrinningsområde (760804-177366) som SMHI kallar för Utloppet av Kaarevuopio. Medelhöjden är 335 meter över havet och ytan är 3,99 kvadratkilometer. Räknas de 7 avrinningsområdena uppströms in blir den ackumulerade arean 133,81 kvadratkilometer. Kaarejoki som avvattnar avrinningsområdet har biflödesordning 3, vilket innebär att vattnet flödar genom totalt 3 vattendrag innan det når havet efter 415 kilometer. Avrinningsområdet består mestadels av skog (32 procent) och sankmarker (24 procent). Avrinningsområdet har 1,12 kvadratkilometer vattenytor vilket ger det en sjöprocent på 28,1 procent. Bebyggelsen i området täcker en yta av 0,41 kvadratkilometer eller 10 procent av avrinningsområdet.